# إوزة
الوز هو العضو الأكبر حجما من عائلة البط ويتميز عن اقرانه بالعائلة بطول رقبته. الوز من أكبر الطيور التي تستطيع الطيران حيث يبلغ وزن الإوز حتى 16 كلغم ويتميز الذكر عن الانثى بحجمه ووزنه حيث يكون أكبر وأثقل.
الإوز الذي يعيش في النصف الشمالي من الكره الأرضية له ريش أبيض اللون في حين ان سلالات الوز في النصف الجنوبي من الكره الأرضية له ريش أبيض وأسود ويعيش في أستراليا سلالة من الوز لونه أسود كليا باستثناء بعض الريش الأبيض على الجنحان والذي يستخدم للطيران واما صغاره فيكون لونها سكني فاتح.
الارجل الإوز لونها أسود - سكني غامق إلى بعض السلالات في أمريكا الجنوبية التي يكون لون ارجلها زهري اللون. واما مناقير الإوز فهي مختلفه الالوان فمنها الأسود والأصفر ومنها ما هو أسود وأحمر.
معظم سلالات الإوز تصدر اصواتا عاليه باستثناء سلاله واحده وهي الوزه الصامته - Mute SWAN - وهي ليست صامته بشكل كامل ولكنها أكثر هدوئا بكثير من باقي السلالات.
يمضي الوز معظم وقته بالسباحة بالبحيرات والانهر والبرك وتتميز سباحته وحركاته برشاقة عالية.
يعيش الإوز لفترات طويله نسبيا وقد يبلغ مده حياته 35 عاما

## تاريخ
عثر على حفريات الأوز منذ 10 إلى 12 مليون سنة، تشير الأحافير التي عُثر عليها في منطقة جاجارنو بوسط إيطاليا إلى وجود قريب للإوزة ما قبل التاريخ ، يبلغ ارتفاعه مترًا ونصف. تشير الأدلة إلى أن الطائر كان بلا طيران على عكس الأوز الحديث.

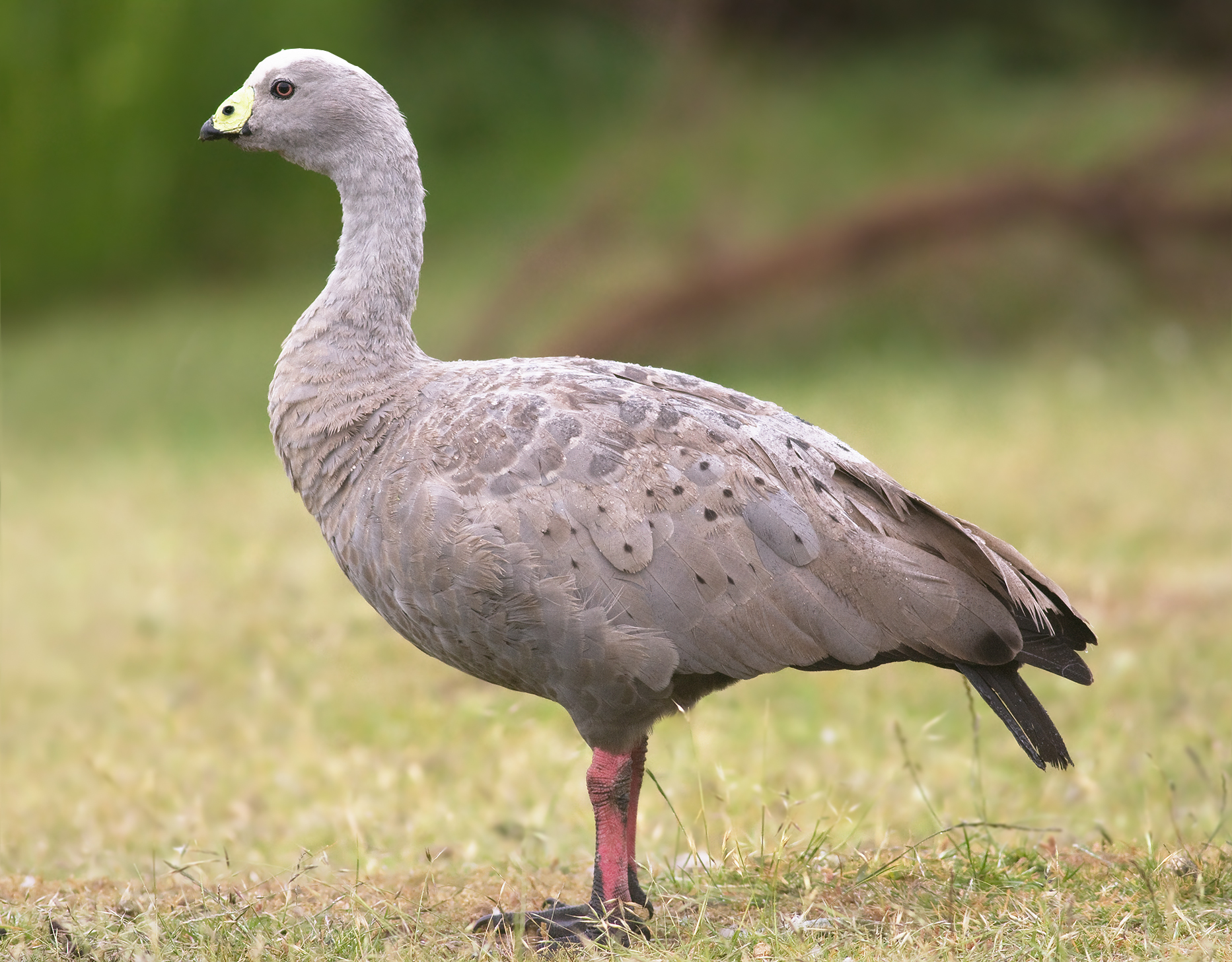
أوزة كيب بارين (Cereopsis novaehollandiae) في جزيرة ماريا ، أستراليا

## التوزيع الجغرافي
يعيش الإوز في المناطق المعتدله ويتواجد بشكل نادر في المناطق الاستوائية. يتواجد من 4-5 سلالات من النصف الشمالي من الكره الأرضية، وتتواجد سلاله واحده في أستراليا ونيوزيلانده وسلاله أخيرة في أمريكا الجنوبية. ولا تتواجد أي اوز في المناطق الاستوائية من آسيا، وسط أمريكا، شمال أمريكا الجنوبية و جنوب أفريقيا. بعض السلالات مهاجره اما بشكل كلي أو جزئي

## مقتطفات
الإوز طائر منقاره مقوس، أشهر أنواع الإوز هو الأوز المصري والأوز الكندي، التي تطير فوق كامل أمريكا الشمالية تقريبا أثناء الهجرة ولون رأسها أسود مع نقط بيضاء واسعة تمتد عبر بلعومها
الأوز الصامت (mute swan)
ينتشر بكثرة في بريطانيا وأيرلنده وفرنسا، وفي أجزاء من الدول الإسكندنافية.يتكاثر في البحيرات والأنهار، وغيرها من مسطحات المياه العذبة. لا يمكنه إصدار صوت عالي، أو نغمة كبقية الطيور، وإنما يمكنه إصدار همسات مختلفة، ويهمس بصوت مسموع عند غضبه. يصل طوله إلي متر ونصف المتر، وعرض جناحيه إلي 2.25 متر. يستطيع الأوز الصامت أن يطير مسافات طويلة، وهو سبّاح قوي، فمن الصعب عليه أن يعيش علي اليابسة. يتغذي الأوز الصامت علي بعض النباتات المائية الغاطسة تحت الماء، وقسوة الشتاء هي التي تحدد مدى طيران الأوز. قد يطير مسافات إلي المناطق الأدفأ. يتزاوج في شهري مارس وأبريل وفي فصل الربيع يصبح منقار الذكر أكثر لمعاناً من منقار الانثي. تضع الأنثى حتي ثماني بيضات، بين البيضة والأخرى يومين. يبلغ عدد ريش الأوزة نحو 25.000 ريشة.
يطرح الأوز كل ريش جناحه مرة واحدة، فيصبح غير قادر علي الطيران لفترة قصيرة، يتبادل فيها الذكر والأنثي عملية طرح الريش، في خلال هذه الفترة، حتي لا يكون هناك وقت لا يستطيع فيه كلاهما الطيران، مما يضمن للأفراد الصغيرة الحماية الدائمة. تترك الفراخ الصغيرة العش عقب الفقس مباشرة، ولكنها تظل مرافقة للوالدين حتي الشتاء التالي.